# Бронеавтомобиль Пороховщикова
Бронеавтомобиль Пороховщикова (не следует путать с «Вездеходом» Пороховщикова, в ряде источников и документов также именуемого бронеавтомобилем) — пулемётный бронеавтомобиль, разработанный в 1915 году в Российской империи конструктором А. А. Пороховщиковым с использованием шасси фирмы Ford (США). В ходе испытаний был признан неудачным и на вооружение Русской Императорской армии принят не был. В боях не применялся.